# Algarrobo (Málaga)
Algarrobo is een gemeente in de streek Axarquía van de Spaanse provincie Málaga in de regio Andalusië met een oppervlakte van 10 km². In 2007 telde Algarrobo 5907 inwoners. Algarrobo ligt tussen Málaga en Nerja, 37 kilometer ten oosten van Málaga. Algarrobo bestaat uit Algarrobo Costa en het inlands gelegen Algarrobo Pueblo. Daarnaast maken ook Mezquitilla en Lagos deel uit van de gemeente.
Algarrobo Pueblo is een Moors dorp met nauwe straten, gelegen aan de rivier Algarrobo. Algarrobo Costa was vroeger een vissersdorp maar is nu geheel gericht op toerisme met hoge flatgebouwen. Inwoners van Algarrobo worden Algarrobeños genoemd.

## Geschiedenis
De geschiedenis van Algarrobo gaat terug tot het Paleolithicum, al hoewel de eerste beschreven prehistorische nederzetting dateert uit de Kopertijd. De Fenicische necropolis Trayamar en de opgravingen in Morro de Mezquitilla gelden als belangrijke Fenicische vondsten in het westen.

## Demografische ontwikkeling
Bron: INE, 1857-2011: volkstellingen